# 臺中市大墩文化中心
臺中市大墩文化中心是位於臺中市西區（國立台灣美術館、經國園道旁）的公立藝文場所，臺中市縣合併前臺中市文化局局址亦設在此處。大墩文化中心本館內尚與「臺中市立圖書館大墩分館」合署辦公，而除本館之外尚負責中山堂的營運管理。

## 歷史
- 1976年10月25日，企業家何永創辦的文英基金會所捐建的「臺中市立文化中心」完工，是臺灣第一個文化活動機構。
- 1980年8月，臺中市立文化中心英才路館舍開工。
- 1983年11月12日，英才路館舍完工並正式啟用，雙十路館舍改為分館「文英館」。
- 2000年1月12日，臺中市立文化中心改制為臺中市政府文化局，惟英才路館舍仍繼續使用文化中心舊稱。
- 2002年7月12日，由臺中市政府府內一級單位改為所屬一級機關，更名為臺中市文化局。
- 2010年12月25日，臺中縣市合併升格直轄市，改制為「臺中市立大墩文化中心」，為臺中市政府文化局所屬二級機關。
- 2013年1月1日，改為臺中市政府文化局內部單位，更名為「臺中市政府文化局大墩文化中心」。
- 2016年3月1日臺中市立圖書館成立後，原大墩文化中心圖書館與北屯兒童館改隸中市圖，更名為「臺中市立圖書館大墩分館」與「臺中市立圖書館大墩兒童分館」（今興安分館）。

## 館內空間
佔地面積14,450.22平方公尺，建坪15,178.93平方公尺，連地下室共為八層，總面積16,615平方公尺。地上樓層為陳列室、展覽室、圖書館；地下樓層有展覽室、簡報室、演講廳、會議室、視聽放映室、教室等。

### 大墩文化中心

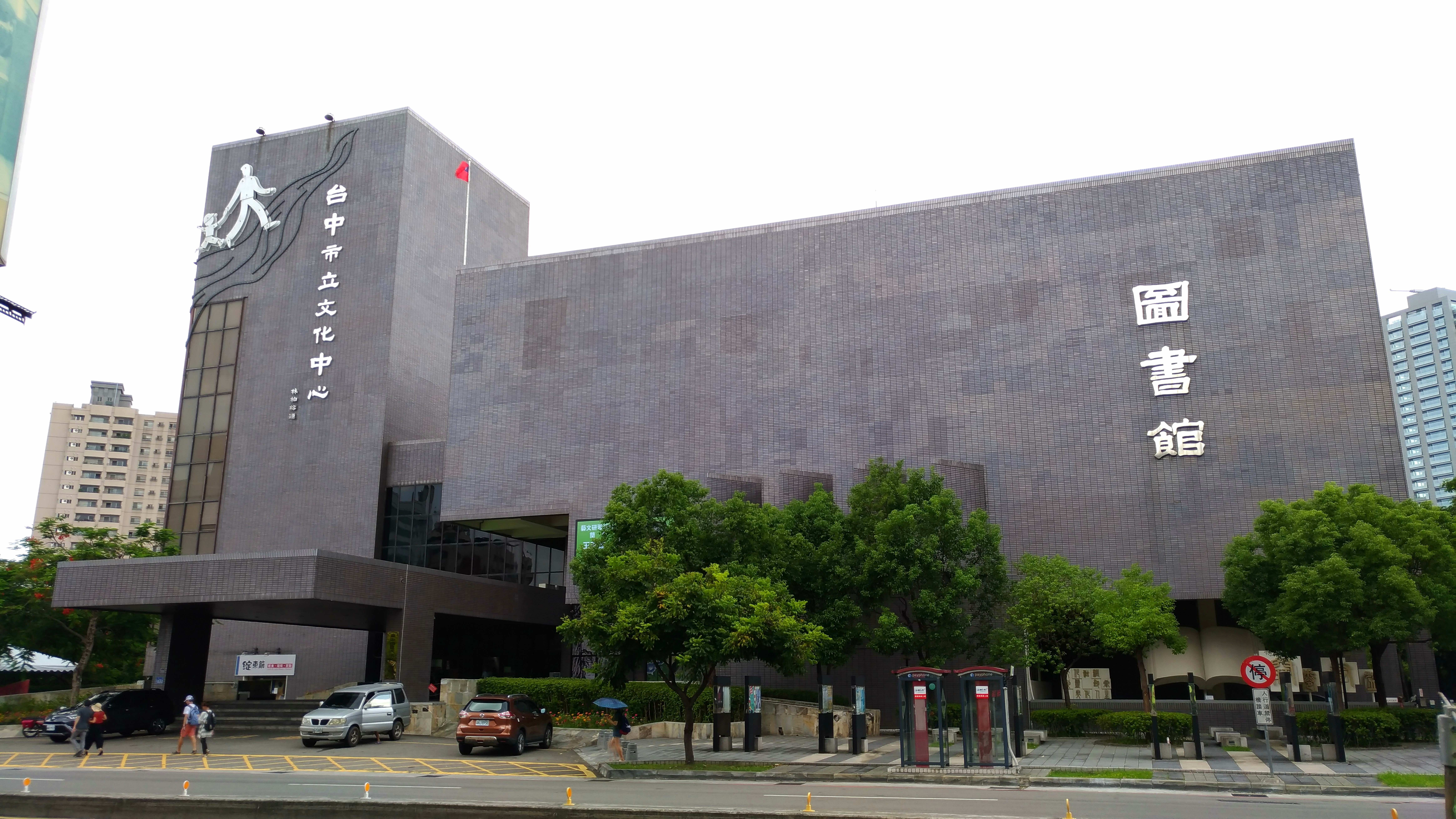
文化中心建築正面外觀

- 大墩藝廊（一）~（七）：大墩藝廊（一）~（三）相互連通，大墩藝廊（四）位於地下室，大墩藝廊（五）~（七）位於後門旁。
- 陳列室（一）~（三）：第一至二陳列室展出陶瓷、玉石、金工等工藝品及民俗文物。第三陳列室專屬辦理該中心藝文研習成果展。
- 演講廳：位於地下樓，內有500座位，適合舉行演講、小型演奏會。
- 會議室：共80席位。
- 研習教室、舞蹈教室、音樂教室：辦理各類藝文研習活動，推廣藝術與終身教育。

### 市圖大墩分館

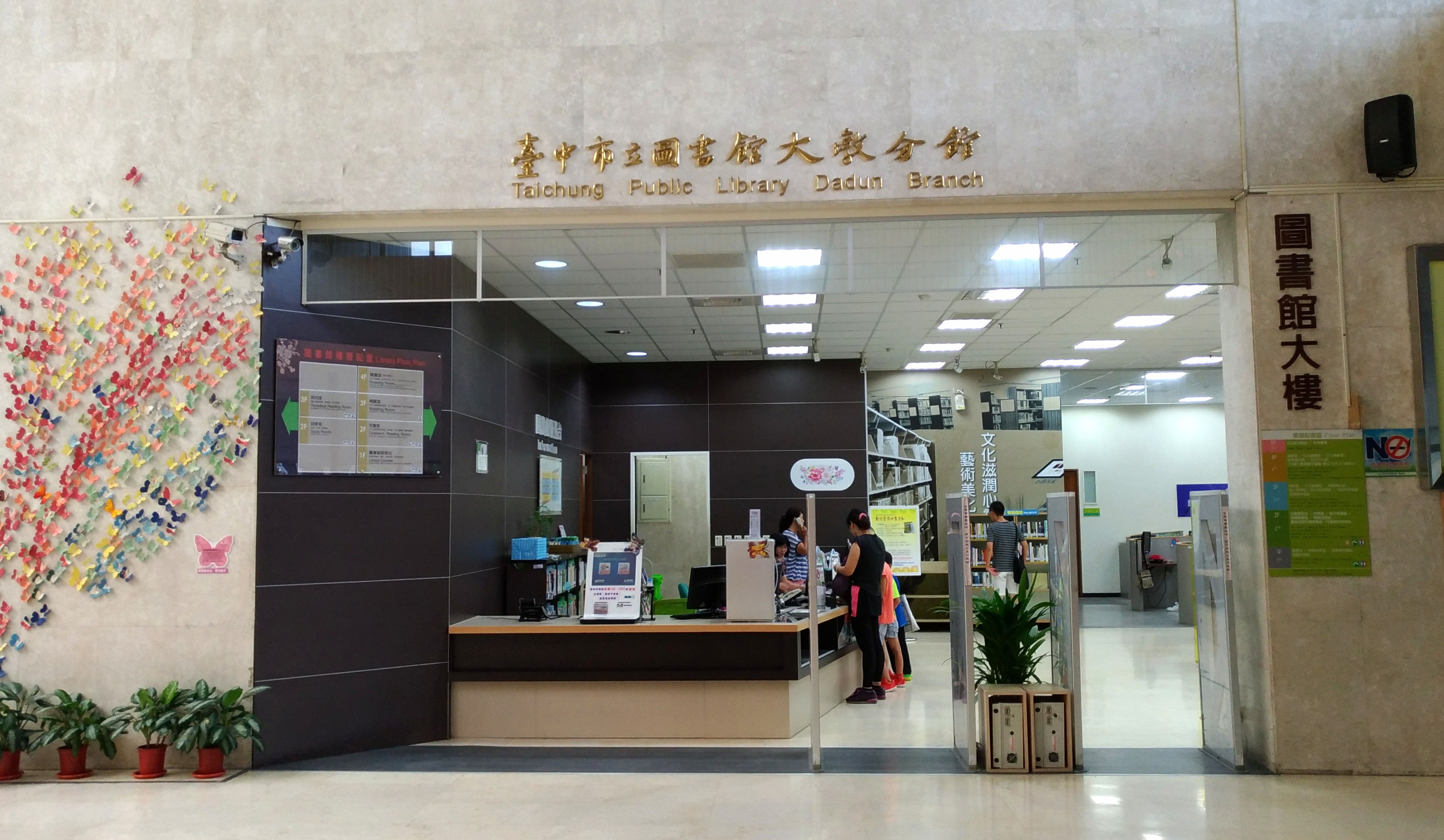
大墩分館一樓入口

占總樓地板面積3,511平方公尺，擁有圖書館服務台、資訊檢索區與圖書館辦公室、兒童閱覽室、故事屋、自修室、閱覽室與青少年閱讀區、銀髮族專區與期刊室、閱覽室與多元文化專區、罕用書庫與多功能活動室。
- 自修室：共設584個座位，配合考季、假日延長開放時間。
- 期刊室：提供報紙、雜誌、考選部試題及期刊論文，報紙光碟索引資料庫供民眾查詢，並有12歲以上民眾館內閱覽服務。
- 兒童室：提供12歲以下兒童服務，內部陳列適合各年齡的兒童讀物，供小朋友自由借閱，假日舉辦各動態的益智活動。
- 書庫：採開架式閱覽，電腦流通作業，有預約、影印等服務，並提供五台電腦供讀者查詢本館館藏資料及上網服務。

## 交通
市區公車
- 大墩文化中心位於英才路和五權西路間

| 路線號碼 | 營運區間                         | 經營業者                     | 備註                   |
| -------- | -------------------------------- | ---------------------------- | ---------------------- |
| 5        | 臺中車站－僑光科技大學           | 全航客運                     |                        |
| 19       | 美術館－慈濟醫院                 | 中鹿客運                     |                        |
| 23       | 中清同榮路口－中興東南路口       | 統聯客運                     | 美術館(美村路)站下車   |
| 30       | 台中車站－嶺東科技大學           | 中鹿客運                     |                        |
| 40       | 臺中車站－嶺東科技大學－中台新村 | 中鹿客運                     |                        |
| 51       | 莒光新城－大坑九號步道           | 豐原客運                     | 文化中心(英才路)站下車 |
| 56       | 新烏日車站－新光里               | 統聯客運                     |                        |
| 75       | 吉星社區－台中榮總               | 統聯客運                     |                        |
| 89       | 嶺東科技大學－東門橋             | 中鹿客運                     | 美術館(五權西路)站下車 |
| 11       | 臺中車站－科博館－臺中車站       | 台中客運、豐原客運、全航客運 |                        |

## 外部連結
- 官方网站
- 臺中市立圖書館
- 臺中市立圖書館大墩分館簡介 （页面存档备份，存于）

1. ↑  . 臺中市大墩文化中心.   [2023-02-10]. （原始内容存档于2023-03-31）.